# Neuer Jüdischer Friedhof (Lipník nad Bečvou)
Koordinaten: 49° 31′ 28″ N, 17° 35′ 21″ O
Der Neue Jüdische Friedhof Lipník nad Bečvou ist ein Friedhof in Lipník nad Bečvou (deutsch  Leipnik an der Betschwa) im Okres Přerov in der Region Olomoucký kraj in Ost-Tschechien.
Der jüdische Friedhof liegt südlich des Stadtzentrums. Über die genaue Anzahl der Grabsteine auf dem Kulturdenkmal liegen keine Angaben vor.

## Geschichte
Der neue Friedhof wurde im Jahr 1883 östlich unweit des alten Friedhofs angelegt. Nach dem Krieg wurden ca. 160 komplette Grabsteine und 20 Grabsteinfragmente vom alten zum neuen Friedhof gebracht und dort an der Westseite der Südmauer niedergelegt.